# Lutum
Die zur Stadt Billerbeck gehörende Bauerschaft Lutum liegt im Münsterland inmitten der Baumberge.

## Geschichte
Die erste geschichtliche Erwähnung Lutums stammt aus dem frühen 11. Jahrhundert. Damals hieß die Siedlung Lutenhem. Der heute bekannte Name wird aufgrund der Lautverschiebungen entstanden sein.
Lutum gehörte zur Gemeinde Kirchspiel Billerbeck. Am 1. Juli 1969 wurde diese in die Stadt Billerbeck eingegliedert.

## Bevölkerung
Das idyllische Dorf beherbergt etwa 65 Einwohner. Hierbei handelt es sich größtenteils um Bauernfamilien und zugezogene Städter, die in früheren Heuerlingshäusern der Bauern, Schultenhöfen und Kotten wohnen.

## Verkehr
Lutum besitzt einen Bahnhof an der Bahnstrecke Empel-Rees–Münster und hat damit direkte Verbindungen in Richtung Coesfeld und Münster. Bis 1984 führte diese Strecke zwischen Coesfeld und Lutum auf der Trasse der hier stillgelegten Bahnstrecke Duisburg–Quakenbrück (ehemals Rheinische Eisenbahn-Gesellschaft) in Richtung Rheine. Seit dem 2010 erfolgten Ausbau der Baumbergebahn Coesfeld – Münster für einen Halbstundentakt ist Lutum ein Bahnhof für Zugkreuzungen.
| Linie | Verlauf | Takt   |
| ----- | --- | ------ |
| RB 63 | Baumberge-Bahn: Coesfeld (Westf) – Coesfeld Schulzentrum – Lutum – Billerbeck – Havixbeck – Münster-Roxel – Münster-Mecklenbeck – Münster (Westf) Hbf (– Münster Zentrum Nord) (nur wochentags) Stand: Fahrplanwechsel Dezember 2023 | 60 min |

Die stillgelegte Bahnstrecke nach Rheine wurde zu einem Bahntrassenradweg („RadBahn Münsterland“) ausgebaut, dessen südwestlicher Endpunkt Lutum ist.
Mit dem Auto ist Lutum über die Landesstraße L 577 sowie die Kreisstraßen K 42 und K 36 zu erreichen.

## Wirtschaft
Lutum ist agrarwirtschaftlich geprägt, Unternehmen des sekundären und tertiären Sektors gibt es nur wenige.